# オフィスツーワン
株式会社オフィスツーワンは、パハール岩塩を製造・販売している企業である。

## 会社概要
- 会社名：株式会社オフィスツーワン
- 住所：東京都中央区新川2－12－14松谷ビル201
- TEL：03-3523-1099
- 設立：1969年（昭和44年）10月15日
- 代表取締役：櫻井史標（さくらいふみたか）

## 業務
- パハール岩塩の製造・販売